# General Foods Corporate Headquarters

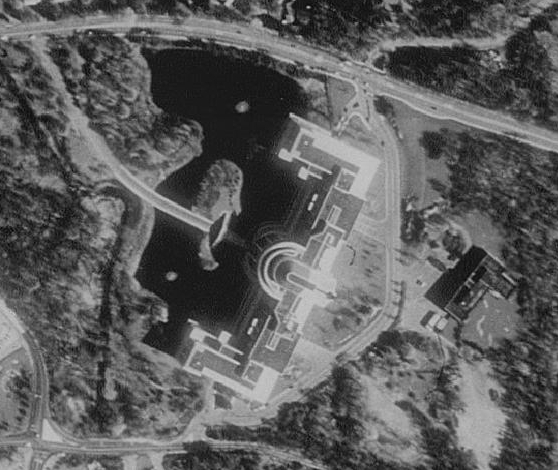
Foto der General Foods Corporate Headquarters

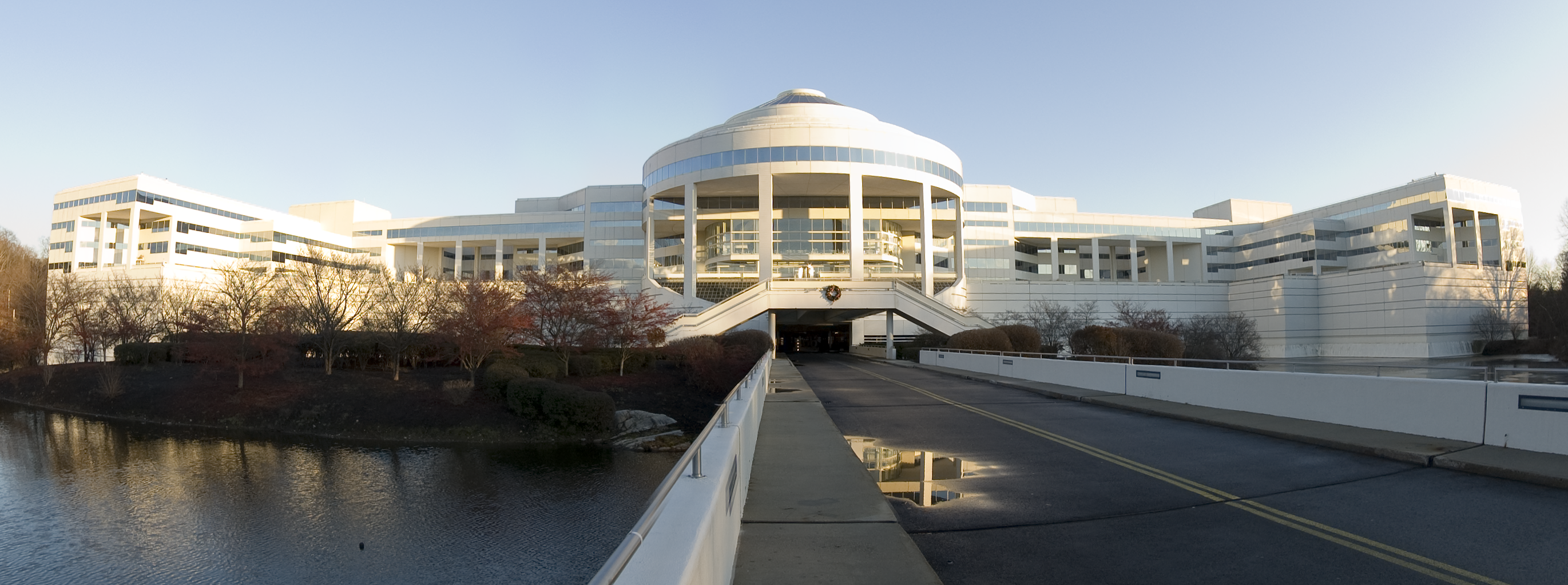
Frontansicht des Gebäudes

Das Gebäude der General Foods Corporate Headquarters diente als Unternehmenssitz des ehemaligen US-Lebensmittelkonzerns General Foods, der 1989 mit Kraft Foods fusionierte (heute The Kraft Heinz Company und Mondelēz International). Das Bauwerk befindet sich in Rye Brook im US-Bundesstaat New York. 

## Geschichte
Der Bau entstand zwischen 1979 und 1983 nach Plänen von Kevin Roche John Dinkeloo & Associates. Der Hauptsitz bot Platz für 1600 Mitarbeiter und verfügt über eine dreistöckige Tiefgarage mit 1260 Stellplätzen. Bereits mit der Übernahme von General Foods durch Philip Morris (heute Altria) 1985 wurden jedoch viele Stellen abgebaut, was zu einem partiellen Leerstand der Büros führte. Im Jahr 1989 fusionierte General Foods mit Kraft zur Kraft General Foods Inc. mit Altria als Hauptaktionär. Im Jahr 2004 verkaufte Altria den ehemaligen Hauptsitz für 40 Millionen US-Dollar an den Immobilienentwickler RPW Group.
Das Gebäude befindet sich weiterhin im Besitz der RPW Group und wird von Cushman & Wakefield betrieben. Mehrere mittlere und kleine Unternehmen haben sich mittlerweile eingemietet.

## Gebäude
Die General Foods Corporate Headquarters bestehen aus einem einzelnen symmetrischen Hauptgebäude, das über Zufahrten auf seiner Vorder- und der Rückseite verfügt. Die Zufahrt über die Vorderseite verläuft über eine Brücke, die den See unmittelbar vor dem Bauwerk überspannt. Fahrzeuge können direkt in das Gebäude hineinfahren und in der Tiefgarage parken. Die Fassade weist eine Aluminiumverkleidung auf, die zu einer äußerst markanten Erscheinung führt. Das große Atrium in der Gebäudemitte wird von einer gläsernen Kuppel überspannt und diente als eine Mitarbeiterkantine. Der Bau wurde in den Medien als ein „Monument des Unternehmertums“ und als ein „Geschäftspalast aus Aluminium“ beschrieben, der einem „Azteken-Tempel“ ähnele.